# Hanga Roa
Hanga Roa je najveći i glavni grad i luka čileanske provincije Uskršnjeg otoka. Nalazi se na južnom dijelu zapadne otočne obale, na nizini između ugašenih vulkana Terevaka i Rano Kau. Po popisu stanovništva iz 2002. godine ima 3 304 žitelja, što je 87% ukupnog stanovništva otoka. Većim dijelom 20. stoljeća ostatak otoka iznajmljen je kompaniji Williamson-Balfour, te zatvoren za otočane. Godine 1914. u Hanga Roi živjelo je samo 250 ljudi, a ostatak otoka bio je naseljen velikim brojem ovaca. U gradu se nalazi poštanski ured i nešto hotela.